# United States of Eurasia
«United States of Eurasia» (чаще называется «United States» и сокращается как «USoE» или «USE») — песня британской рок-группы Muse из пятого альбома The Resistance. Часть песни — Collateral Damage — представляет собой обработку пьесы Фредерика Шопена «Nocturne In E-Flat Major, Op.9 No.2».
«United States of Eurasia» стала первой песней с нового альбома, название которой стало известно после публикации фотографии Мэтта с нотами. 3 июля 2009 на опубликованном трек-листе «USoE» заняла четвёртое место.

## Причины написания
В августовском выпуске журнала Mojo вокалист и гитарист Мэттью Беллами рассказал о песне, которая вдохновлена книгой под названием «Великая Шахматная доска» Збигнева Бжезински, объяснив, что «у Бжезински есть мнение, что Евразия, то есть Европа, Азия и Ближний Восток, должна управляться Америкой, чтобы обеспечить её нефтяными ресурсами.»

Беллами предположил также, что на песню повлиял роман Джорджа Оруэлла «1984».

## Релиз
В то время как первоначально ожидалось, чтобы «USoE» будет первым синглом, выпущенным с The Resistance, группа объявила, что это будет «Uprising». «USoE» стала «призом» в так называемом «поиске сокровищ». Фанатам было предложено отыскать шесть фрагментов песни, спрятанных в разных городах мира, в том числе, в Москве. 

## Отзывы
Песня получила противоречивые оценки от критиков и поклонников. Журнал NME вышел с интервью группы незадолго до релиза альбома, где эта песня была определена как одна из ключевых композиций выходящего альбома. Во французском обзоре, изданном на MuseBootlegs.com, высказывалось мнение, что в этой песне были аллюзии или даже цитировались такие произведения как «Bohemian Rhapsody» Queen, трек Мориса Жара из Лоренса Аравийского (1962) и ноктюрн ми-бемоль мажор, соч.9 №2 Шопена. Некоторые СМИ были менее восприимчивыми и поставили песне оценку 2 из 10 из-за низкокачественной политической риторики.